# Dua Lipa
Pour l'album homonyme, voir Dua Lipa (album).
Dua Lipa (prononcé en albanais : /ˈdua ˈlipa/ ; en anglais : /ˈduːə ˈliːpə/), née le 22 août 1995 à Londres (Angleterre), est une auteure-compositrice-interprète, actrice et mannequin britannico-albanaise et kosovare. Elle est considérée comme la reine de la pop britannique.
Dotée d'une voix de mezzo-soprano, Dua Lipa est connue pour son style disco-pop. Elle reçoit de nombreuses récompenses, dont six Brit Awards, trois Grammy Awards, deux MTV Europe Music Awards, deux MTV Video Music Award, deux Billboard Music Awards, un American Music Award et deux Guinness World Records. Après avoir travaillé comme mannequin, Dua Lipa signe avec le label américain Warner Records en 2014.
Le 2 juin 2017, elle sort son premier album studio intitulé Dua Lipa. L'album atteint la troisième place du UK Albums Chart et donne naissance à huit singles, dont Be the One, IDGAF et New Rules, numéro un au Royaume-Uni, qui a également atteint la sixième place aux États-Unis. L'album est certifié disque de platine dans de nombreux pays à travers le monde et permet à Dua Lipa de remporter les Brit Awards de l'artiste solo féminine britannique et du meilleur nouvel artiste britannique en 2018. Son single de 2018, One Kiss, avec Calvin Harris atteint la première place au Royaume-Uni et devient le single le plus longtemps no 1 de l'année par une artiste féminine, remportant le Brit Award 2019 de la chanson de l'année. En 2019, elle remporte le Grammy Award du meilleur nouvel artiste, ainsi que le Grammy Award du meilleur enregistrement dance pour sa collaboration avec Silk City sur le morceau Electricity.
Plus tard dans l'année, Dua Lipa publie Don't Start Now comme premier single de son deuxième album studio, Future Nostalgia, sorti le 27 mars 2020. Atteignant la deuxième place au Royaume-Uni et aux États-Unis ainsi que la quatrième place du classement de fin d'année aux États-Unis, il s'agit de la chanson la plus réussie commercialement par une artiste féminine aux États-Unis en 2020. Les singles Physical, Break My Heart et Levitating se sont classés dans le top 10, le dernier atteignant la première place du classement de fin d'année aux États-Unis en 2021. Future Nostalgia est acclamé par la critique et obtient six nominations aux Grammy Awards — notamment pour l'album de l'année, l'enregistrement de l'année et la chanson de l'année — et devient son premier album no 1 au Royaume-Uni. L'album permet à Dua Lipa de remporter le titre d'artiste solo féminine britannique et celui d'album britannique de l'année aux Brit Awards 2021.
Le 3 mai 2024, elle publie son troisième album studio, Radical Optimism, qui comprend les singles Houdini, Training Season et Illusion. Le 28 juin, sort la version étendue de cet album. Dua Lipa a également eu un rôle secondaire dans le film d'espionnage Argylle. Plus tard, le 6 décembre, elle sort un album live de son concert du 17 novembre au Royal Albert Hall.

## Biographie

### Enfance et famille
Née le 22 août 1995 à Londres, dans le quartier de Westminster, en Angleterre, Dua Lipa est la fille aînée de Dukagjin Lipa (né le 5 mars 1969), directeur marketing et chanteur principal du groupe de rock kosovar Oda, et de Anesa Lipa (née Rexha le 28 juin 1972), agent de voyages. Ses parents kosovars ont quitté Pristina en 1992 afin de s'installer au Royaume-Uni pour fuir les guerres de Yougoslavie. Elle est d'origine bosnienne du côté de sa grand-mère maternelle. Sa langue maternelle est l'albanais, mais elle parle aussi l'anglais avec un accent britannique. Son prénom « Dua » est une suggestion de sa grand-mère et signifie « amour » ou « j'aime » en albanais.
Elle a une sœur cadette, Rina (née le 14 mai 2001), et un frère cadet, Gjin (né le 30 décembre 2005),. Lorsqu'elle est enfant, elle prend des cours de théâtre dans le quartier de Marylebone à la Sylvia Young Theatre School, à temps partiel, avant de retourner en 2006 vivre à Pristina, où son père a accepté une offre d’emploi,. Elle est scolarisée à l'école privée Mileniumi i Tretë de Pristina et commence à être influencée par le style musical hip-hop,.
Dès l'âge de 14 ans, elle poste des vidéos sur YouTube dans lesquelles elle reprend ses chansons préférées d'artistes tels que Pink, Christina Aguilera ou encore Nelly Furtado. Un an plus tard, elle retourne à Londres — où elle vit avec une amie — afin de se lancer dans la musique, ainsi que pour étudier au lycée « Parliament Hill School » la semaine, et à nouveau à la Sylvia Young Theatre School le samedi,. Elle travaille simultanément dans la restauration et est aussi serveuse en boîte de nuit. À 16 ans, elle devient mannequin pour le site ASOS, mais démissionne lorsque l'un des gérants lui suggère de perdre du poids. En 2013, à 18 ans, elle apparaît dans une publicité pour l'émission The X Factor.

### Débuts de carrière etDua Lipa(2013–2018)

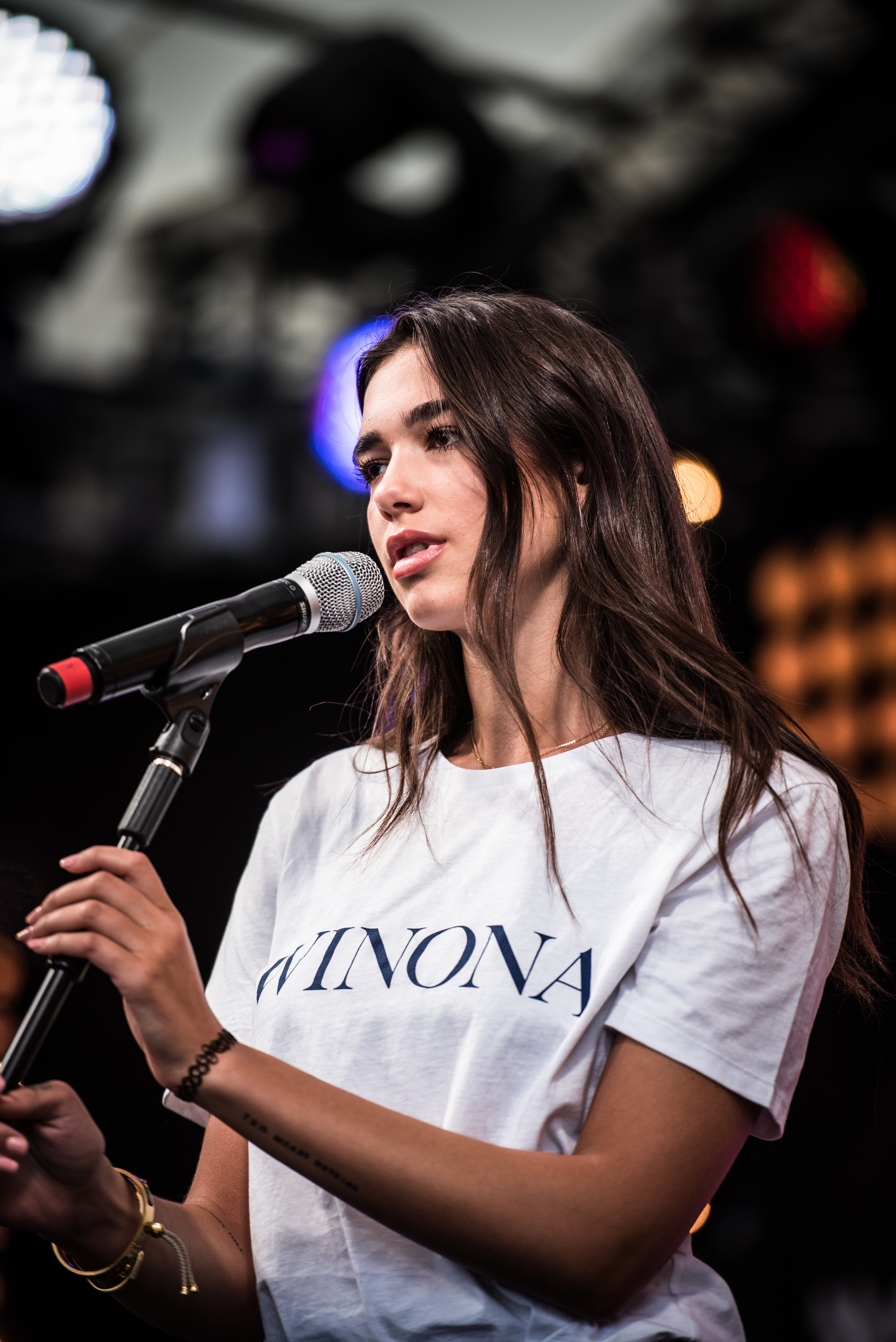
Dua Lipa lors du SWR3 New Pop Festival à Baden-Baden (2016).

En 2013, Dua Lipa signe un contrat avec TaP Management, dirigé par Ben Mawson et Ed Millet, alors qu'elle travaillait comme serveuse dans un bar à cocktails. Elle est présentée à Ben Mawson par son avocat, qui l'a dissuadée de signer un autre contrat d'édition qui lui était proposé. Par la suite, ils lui offrent un salaire mensuel pour qu'elle quitte son emploi et se concentre sur l'enregistrement de musique. Au cours de l'une de ces sessions, Dua Lipa co-écrit le morceau Hotter than Hell, qui l'amènera finalement à signer un contrat d'enregistrement avec le label Warner Records en 2014,. Le 21 août 2015, elle sort son premier single, New Love, produit par Emile Haynie et Andrew Wyatt,. Son deuxième single, Be the One, est publié avec succès en Europe le 30 octobre 2015, atteignant la première place en Belgique, en Pologne et en Slovaquie, et se classant dans le top 10 dans plus de onze territoires européens,,. En Australie et en Nouvelle-Zélande, la chanson devient un succès de diffusion, atteignant respectivement les no 6 et 20,. Sa première tournée au Royaume-Uni et en Europe commence en janvier 2016 et se termine en novembre 2016,.
Le 18 février 2016, Dua Lipa sort son troisième single, Last Dance, suivi de Hotter than Hell le 6 mai suivant. Ce dernier connaît un certain succès, notamment au Royaume-Uni, où il culmine à la 15e place. Le 26 août 2016, son cinquième single, Blow Your Mind (Mwah), sort et se classe à la 30e place au Royaume-Uni. C'est la première entrée de la chanteuse dans le Billboard Hot 100 américain, où elle débute à la 72e place. Le morceau atteint également la première place du classement du magazine Billboard Hot Dance Club Songs et la 23e place du classement Top 40 Mainstream. Elle participe au single No Lie de Sean Paul, sorti le 18 novembre 2016, qui atteint la dixième place au Royaume-Uni,. Le morceau se classe dans le top 10 dans sept pays six ans après sa sortie, et ce dernier devient le morceau de Sean Paul le plus regardé en streaming en décembre 2022. Le clip, réalisé par Tim Nackashi, dépasse le milliard de vues sur YouTube en avril 2022, ce qui en fait le clip le plus populaire de Sean Paul en décembre 2022. Le mois suivant, un documentaire sur Dua Lipa intitulé See in Blue est commandé par le magazine The Fader. En janvier 2017, elle remporte le prix European Border Breakers Award (EBBA), et sort le single Scared to Be Lonely, une collaboration avec Martin Garrix, atteignant la place no 14 au Royaume-Uni. En mai 2017, Dua Lipa se produit lors de l'anniversaire de la chaîne de télévision indonésienne SCTV et remporte le prix de l'artiste international jeune et prometteur lors des SCTV Music Awards.

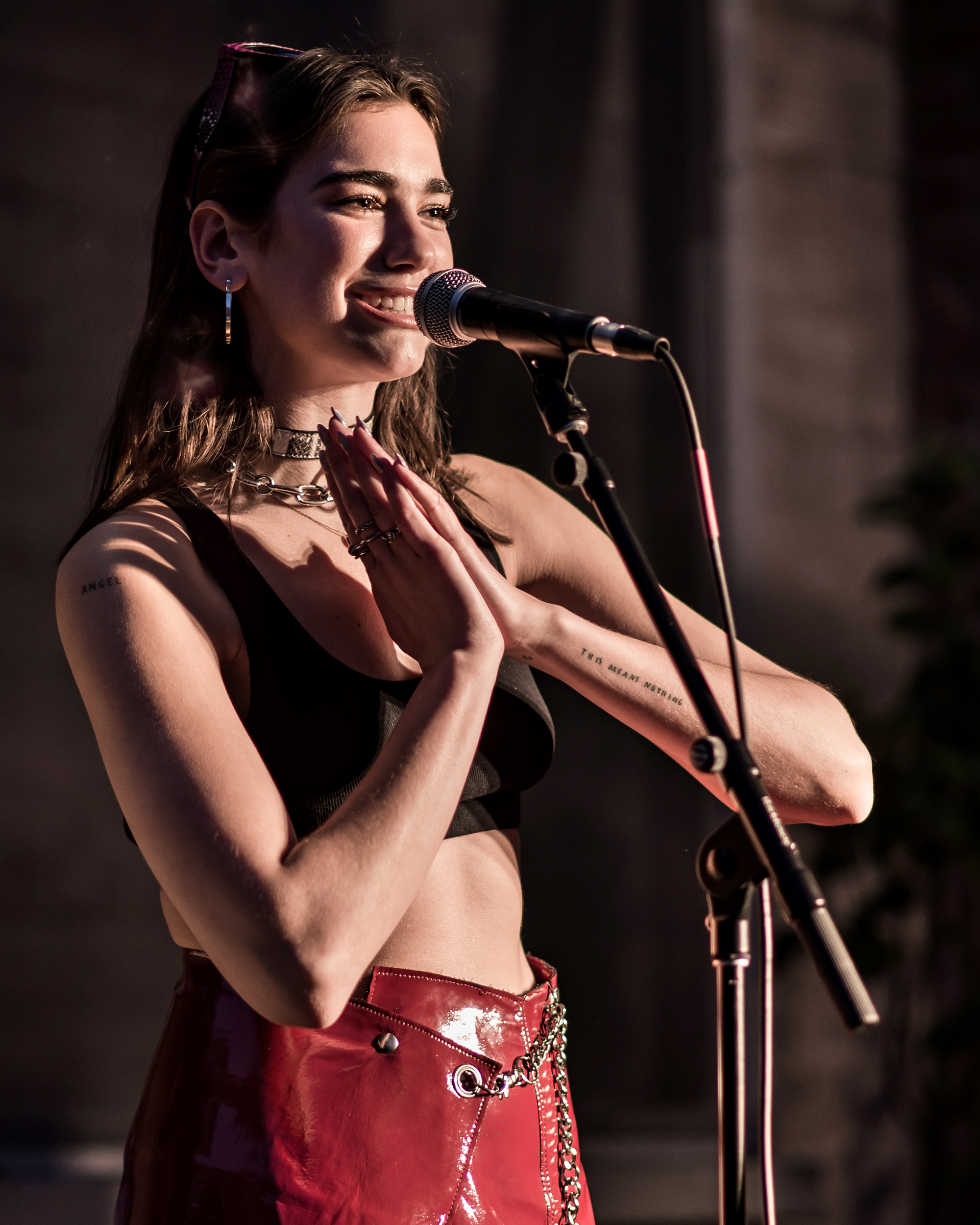
Dua Lipa lors d'une performance live pour Urban Outfitters Music à Los Angeles (2017).

Dua Lipa, le premier album studio de Dua Lipa, sort le 2 juin 2017. Son sixième single, New Rules, sort le mois suivant, et devient le premier numéro un de Dua Lipa au Royaume-Uni, et le premier d'une artiste solo féminine à atteindre le sommet au Royaume-Uni depuis le morceau Hello de la chanteuse Adele en 2015,. Single le plus vendu à ce jour de Dua Lipa, le morceau se classe également dans le top 10 d'autres pays, notamment à la deuxième place en Australie, à la sixième place aux États-Unis et à la septième place au Canada. Elle se produit au festival de Glastonbury durant ce même mois. Le mois suivant, Dua Lipa se produit au We The Fest, un festival de musique indonésien à Jakarta. En décembre 2017, elle est désignée comme la femme la plus écoutée de 2017 au Royaume-Uni par Spotify. Elle voit quatre singles atteindre le top 10 britannique en 2017, avec Be the One, New Rules, No Lie et Bridge over Troubled Water, un single de charité pour les familles des victimes de l'incendie de la tour Grenfell à Londres. En janvier 2018, Dua Lipa reçoit des nominations dans cinq catégories aux Brit Awards, soit plus de nominations que tout autre artiste cette année-là. Elle est nommée pour l'album britannique MasterCard de l'année pour Dua Lipa, pour le single britannique de l'année et la vidéo britannique de l'année pour New Rules, pour l'artiste solo féminine britannique et pour la révélation britannique. Elle remporte les deux derniers prix. C'est la première fois qu'une artiste féminine reçoit cinq nominations,.
Dua Lipa se produit lors de la cérémonie de remise des prix qui s'est tenue le 21 février 2018 à l'O2 Arena de Londres. Elle collabore avec Whethan sur la chanson High pour la bande originale de Cinquante Nuances plus claires, sortie le 7 février. Par la suite, elle commence à travailler sur du nouveau matériel pour son deuxième album en mars 2018. Le 6 avril, Dua Lipa et Calvin Harris sortent le single One Kiss, qui atteint la première place du UK Singles Chart le 20 avril suivant, ce qui en fait le deuxième numéro un de Dua Lipa dans ce classement. Le single est devenu la chanson la plus vendue au Royaume-Uni en 2018 et a été en tête du classement pendant huit semaines consécutives. Dua Lipa se produit lors de la cérémonie d'ouverture de la finale de la Ligue des champions 2018 à Kiev, le 26 mai 2018. Il est rapporté que Dua Lipa sortirait des collaborations avec d'autres artistes plus tard en 2018, comme une avec Mark Ronson et le superduo Silk City nouvellement formé par Diplo. Mark Ronson confirme ensuite que le titre de la chanson sera Electricity. Le morceau sort le 6 septembre 2018. Dua Lipa figure également sur le morceau If Only, un titre présent sur le seizième album studio du chanteur italien Andrea Bocelli intitulé Sì.
Dua Lipa se produit au Grand Prix automobile de Singapour en septembre 2018. Le même mois, elle soutient la nouvelle voiture électrique de la marque britannique Jaguar, la I-Pace. La marque créée un remix de la chanson Want To de Dua Lipa et lance un service permettant aux fans de créer leur propre version de la chanson Dua Lipa x Jaguar en fonction de leur propre comportement au volant ou de la musique qu'ils écoutent, et de la partager sur les réseaux sociaux. Selon son équipe, Jaguar et Dua Lipa établissent le record mondial de la « chanson la plus remixée de tous les temps ». En octobre 2018, elle publie Dua Lipa (The Complete Edition), une version étendue de son premier album qui comprend trois nouveaux morceaux, dont le susmentionné Want To, et ses précédentes collaborations avec d'autres artistes. On y trouve également une collaboration avec le girl group sud-coréen Blackpink, intitulée Kiss and Make Up.

### Future Nostalgia(2019–2022)

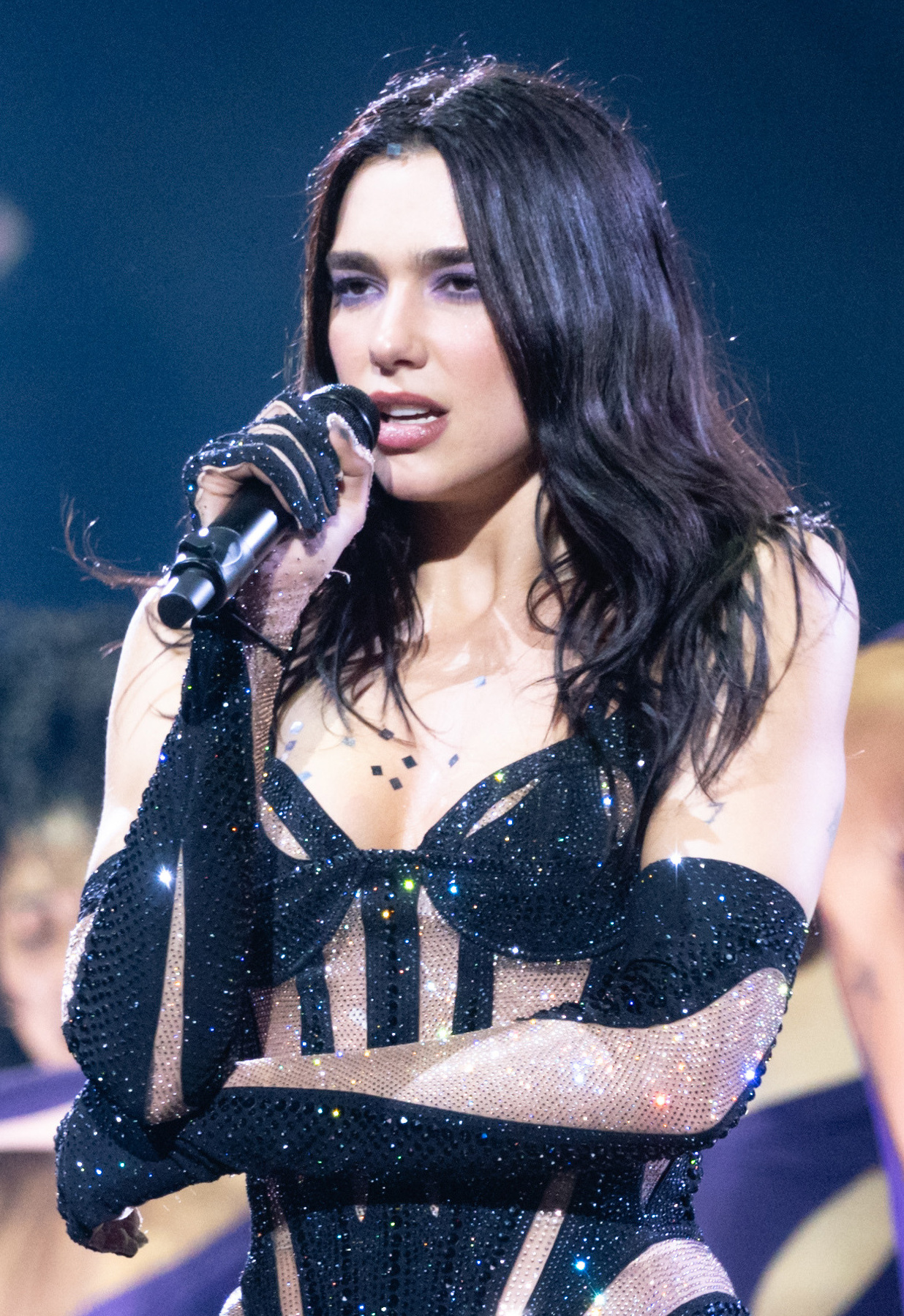
Dua Lipa à l'O2 Arena de Londres lors de sa tournée pour Future Nostalgia (2022).

Le 24 janvier 2019, Dua Lipa publie le single Swan Song dans le cadre de la bande originale du film Alita: Battle Angel, sorti le 13 février. Le même mois, elle déclare qu'elle a passé l'année précédente à écrire son deuxième album studio. Dua Lipa déclare que le thème de l'album sera un disque pop « nostalgique » qui « ressemble à un cours de dancercise ». En août 2019, Dua Lipa s'associe à la marque Yves Saint Laurent pour endosser leur parfum Libre.
En décembre 2019, après la sortie de son single principal Don't Start Now, le deuxième album de Dua Lipa, Future Nostalgia, et la tournée qui l'accompagne sont annoncés,. Don't Start Now atteint la deuxième place du UK Singles Chart et du Billboard Hot 100. Il atteint également la première place du classement Top 40 Mainstream. Le deuxième single de Dua Lipa avant la sortie de l'album est Physical et sort le 30 janvier 2020. Physical débute à la 60e place du Billboard Hot 100 américain. Future Nostalgia sort le 27 mars 2020, salué par la critique, après la sortie du troisième single Break My Heart le 25 mars. L'album débute à la deuxième place du Official UK Albums Chart, 5 550 exemplaires derrière Calm de 5 Seconds of Summer. Future Nostalgia atteint la première place du classement officiel des albums britanniques la semaine suivante, tandis que quatre des singles de l'album sont entrés dans le top 10 du classement officiel des singles. L'album détient le record des plus faibles ventes en une semaine en tête du classement de l'ère moderne ; lorsqu'il était numéro un — la semaine commençant le 15 mai 2020 — l'album cumulant alors seulement 7 317 ventes. Au moment de la sortie de l'album, Dua Lipa devient la première artiste féminine britannique depuis Vera Lynn à avoir trois singles dans le top 10 au cours d'une même année civile, Vera Lynn en ayant eu trois en 1952. Dua Lipa dépasse finalement ce record avec le single Levitating, qui atteint également un sommet dans le top 10 du Billboard Hot 100, devenant son troisième top 10 aux États-Unis au total. Le clip de Dua Lipa pour Physical est nommé pour le meilleur directeur artistique aux Berlin Music Video Awards en 2020.
Le 11 août 2020, elle est nommée ambassadrice mondiale de la marque française d'eau minérale Évian. Dua Lipa fait l'annonce sur les réseaux sociaux, et déclare que « cela est un honneur » de travailler avec la marque. Le 13 août suivant, Dua Lipa publie un remix de Levitating avec les artistes américaines Madonna et Missy Elliott. Le 2 octobre 2020, Dua Lipa publie le deuxième remix de Levitating en featuring avec le rappeur américain DaBaby ; le même jour, Dua Lipa publie le clip sur YouTube. Le 14 octobre 2020, Dua Lipa et la chanteuse belge Angèle sont photographiées sur le tournage d'un clip vidéo. Plus tard dans le mois, le 30 octobre 2020, les deux artistes annoncent la sortie de leur collaboration, Fever. En novembre 2020, il est annoncé que Dua Lipa sera l'invitée musicale de l'épisode du 19 décembre du Saturday Night Live. Future Nostalgia fut l'album le plus streamé par une femme (et le cinquième album le plus streamé au total) sur Spotify en 2020.

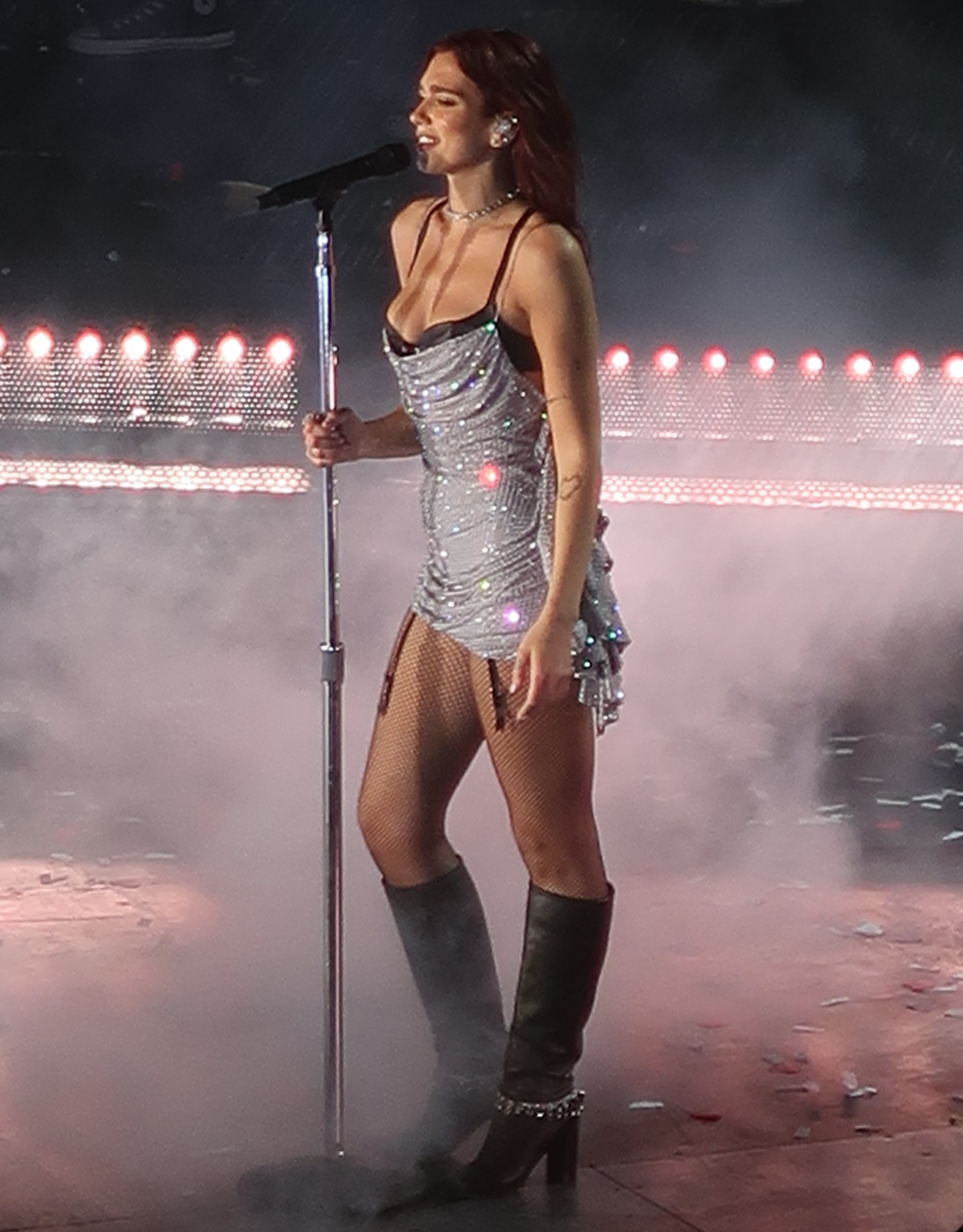
Dua Lipa lors d'un concert aux arènes de Nîmes (2024).

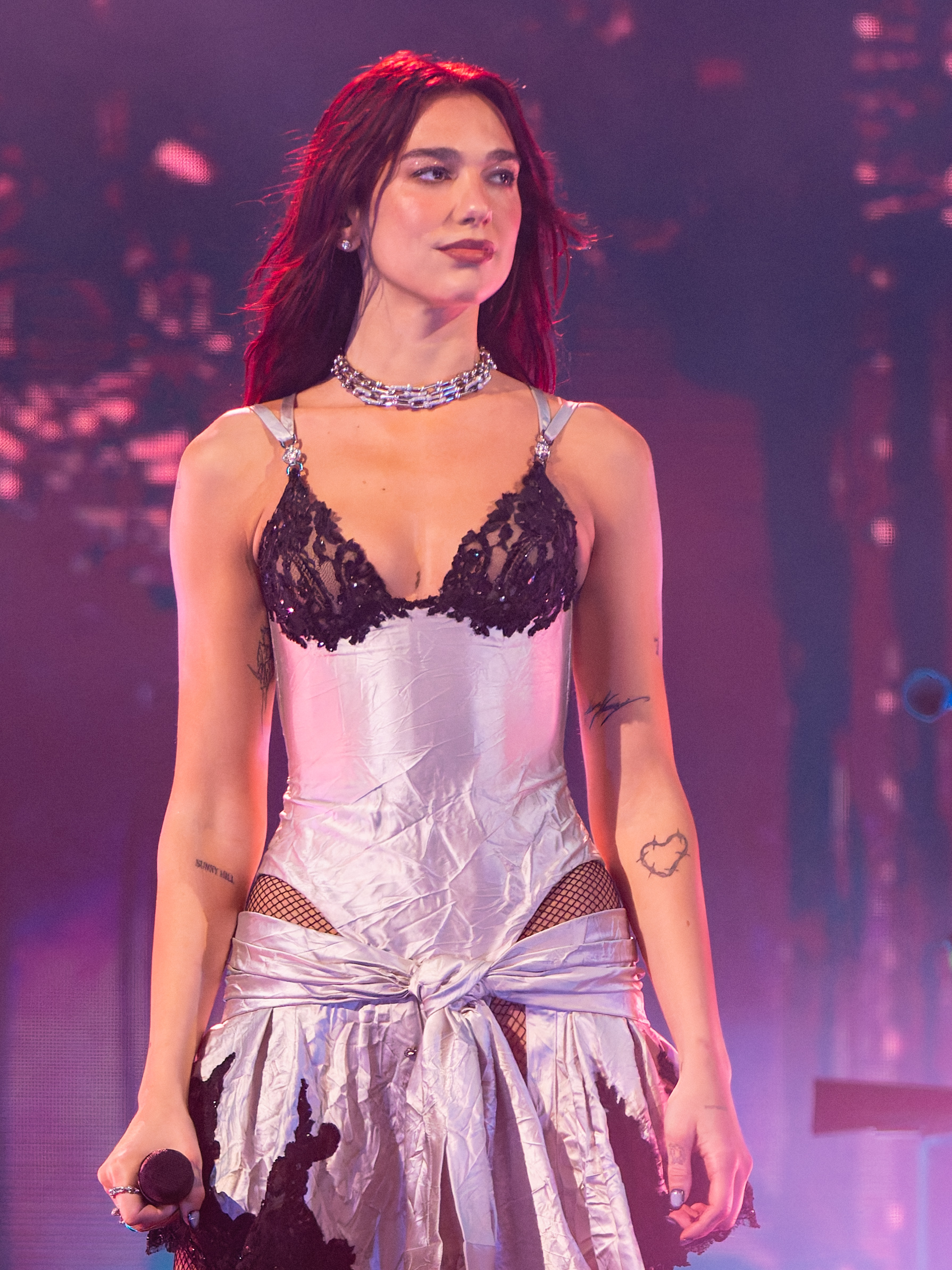
Dua Lipa lors du Glastonbury Festival ayant lieu à Pilton (2024).

Le 11 février 2021, Dua Lipa sort un single intitulé We're Good, ainsi que Future Nostalgia (The Moonlight Edition). Le 13 août 2021, elle travaille sur un nouveau morceau avec Elton John intitulé Cold Heart. Ce dernier est publié en tant que premier single de l'album studio d'Elton John, The Lockdown Sessions. Le 15 octobre 2021, le single a atteint la première place du UK Singles Chart, devenant ainsi la troisième chanson de Dua Lipa à réaliser cet exploit.
Le 18 février 2022, une source proche du dossier confirme à Variety que Dua Lipa s'est séparée de sa société de management de longue date, TaP Management de Ben Mawson et Ed Millet. Contrairement à d'autres rapports, l'initié affirme que la chanteuse ne rencontre pas actuellement d'autres sociétés de gestion, mais qu'elle le fera à l'avenir. Le 11 mars 2022, Dua Lipa et Megan Thee Stallion sortent le morceau Sweetest Pie accompagné de son clip.
Le 15 mai 2022, elle fait escale à Paris, au palais omnisports de Paris-Bercy, dans le cadre de sa tournée Future Nostalgia Tour. Elle invite sur scène la chanteuse belge Angèle pour interpréter le morceau Fever,. Le 30 mai 2022, elle donne un concert à la halle Tony-Garnier de Lyon avec comme première partie la chanteuse britannique Griff.
Le 27 mai 2022, Dua Lipa collabore avec Calvin Harris et Young Thug et publie Potion, ce dernier servant de single principal du sixième album studio de Calvin Harris, Funk Wav Bounces Vol. 2. Ce morceau marque la deuxième collaboration entre Calvin Harris et Dua Lipa après leur single de 2018 One Kiss.

### Radical Optimism(depuis 2023)

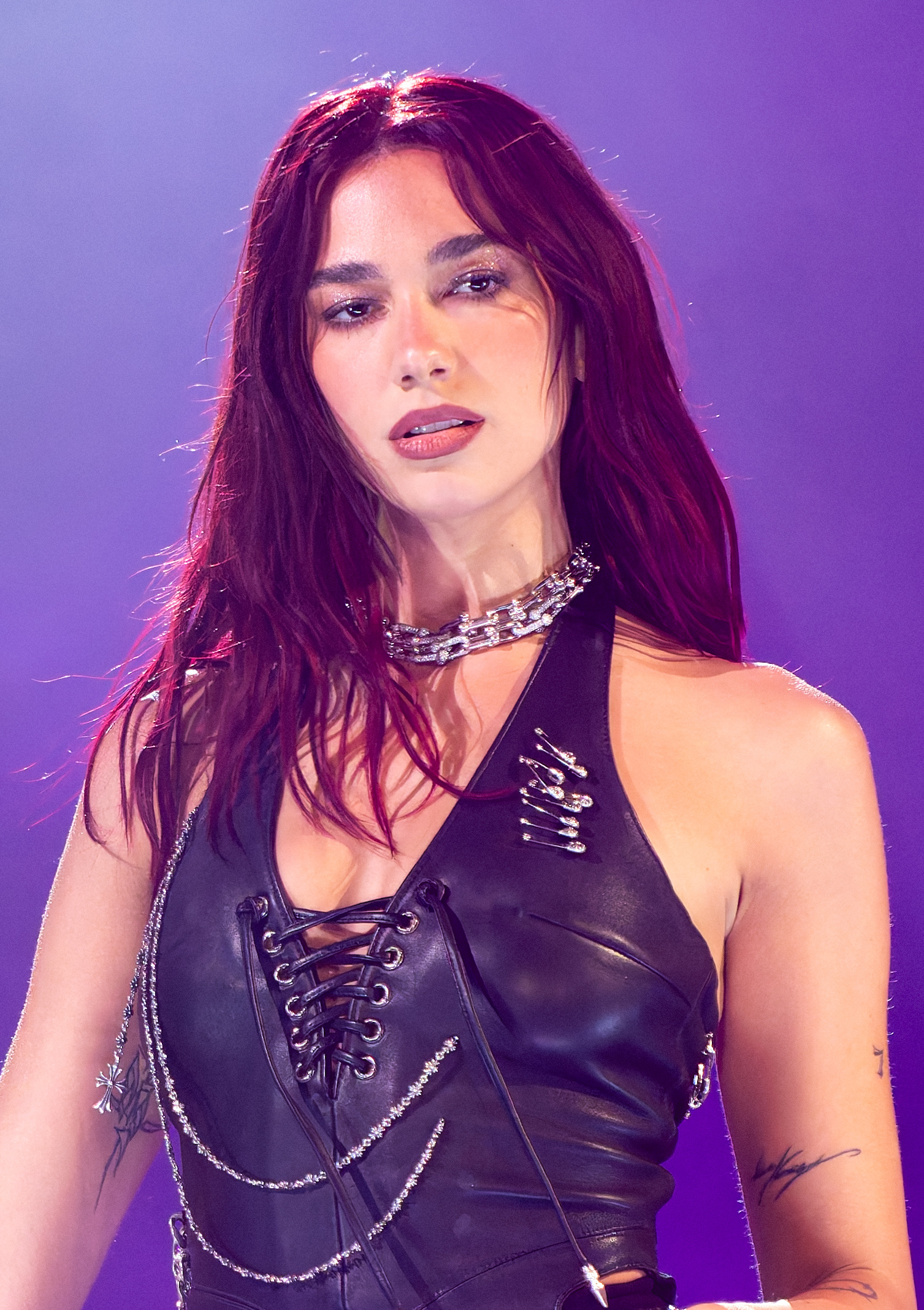
Dua Lipa en concert en 2024.

Le 26 mai 2023, Dua Lipa sort le single Dance the Night pour la bande originale du film Barbie avec Ryan Gosling et Margot Robbie, dans lequel elle interprète Barbie Sirène. En février 2024, elle fait ses premiers pas de comédienne dans Argylle, film d'espionnage décalé de Matthew Vaughn, tourné en 2021, aux côtés de Bryce Dallas Howard, Henry Cavill, John Cena et Samuel L. Jackson.
Le 7 juin 2023, elle remporte son procès pour plagiat concernant son morceau Levitating,. Le 2 août 2023, elle est de nouveau visée par une nouvelle plainte pour avoir réutilisé sans autorisation un extrait d'un enregistrement du musicien Bosko Kante dans les remixes de son tube Levitating,,.
Le 9 novembre 2023, elle sort un nouveau single, intitulé Houdini – premier extrait issu de son troisième album studio à venir, inspiré par le genre musical néo-psychédélique des années 1970. En deux semaines, le clip réunit plus de 37 millions de vues sur YouTube, et est inspiré du clip Hung Up (2005) de Madonna.
Le 25 janvier 2024, elle annonce la sortie du single Training Season pour le 15 février, qui deviendra le deuxième morceau de son troisième album, qui doit sortir lors du mois de mai de la même année. Puis, le 11 avril, sort son nouveau single, Illusion, qui devient le troisième morceau du nouvel album. Le 13 mars 2024, Dua Lipa annonce la venue de son troisième album intitulé Radical Optimism, pour le 3 mai. L'album contient 11 chansons dont les singles Houdini et Training Season,. Pour la promotion de cet album, Dua Lipa est présente, entre autres, au Festival de Nîmes les 12 et 13 juin 2024.
Le 12 septembre 2024, elle annonce une tournée avec quatre nouvelles étapes (Asie, Océanie, Europe et Amérique du Nord), intitulée Radical Optimism Tour, pour la sortie de son troisième album,,. La tournée commencera le 5 novembre 2024 à Singapour et se terminera le 5 décembre 2025 à Mexico, au Mexique,. La chanteuse sera présente en France à quatre reprises avec deux représentations à la LDLC Arena de Décines-Charpieu, près de Lyon (15 et 16 mai 2025),, et deux dates à la Paris La Défense Arena de Nanterre (23 et 24 mai 2025),. Interprétant une chanson d'un artiste local en fonction de la ville où elle se produit lors de sa tournée, elle chante Dernière Danse d'Indila, Get Lucky des Daft Punk, Moi… Lolita d'Alizée ainsi que By My Baby de Vanessa Paradis durant ses dates françaises,.
Le 28 mars 2025, elle sort un remix de son morceau Physical avec Troye Sivan. Le même jour, elle remporte son procès qui l'accusait d'avoir copié la mélodie de son tube Levitating sur des morceaux disco des années 1970,,.

## Style musical et influences

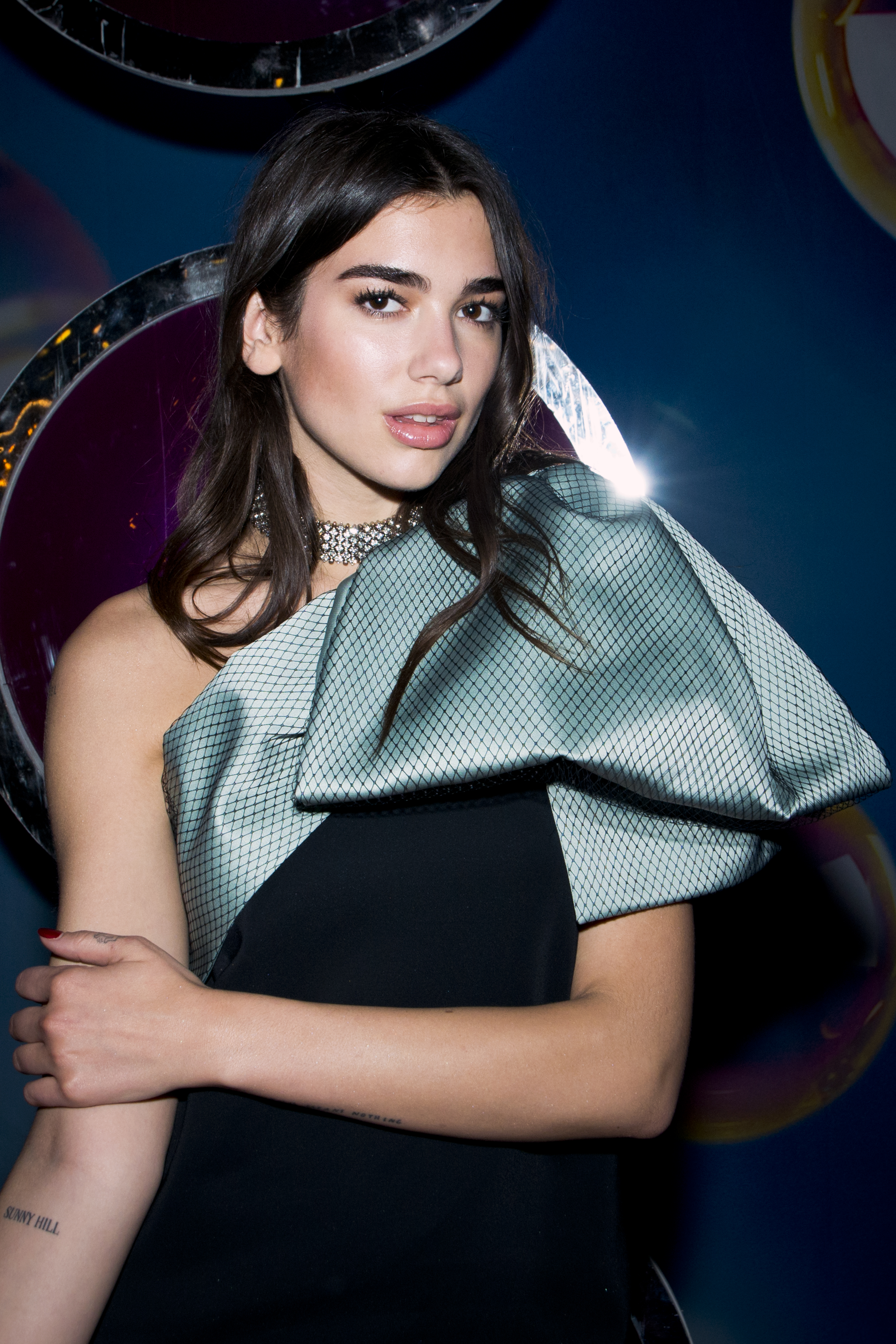
Dua Lipa photographiée lors de l'émission de télévision suédoise Sommarkrysset (2016).

Dua Lipa a une voix de mezzo-soprano,,. Sa musique est principalement pop, et est également décrite comme disco, house et RnB contemporain,,. Elle décrit son style musical comme de la « pop sombre »,. En ce qui concerne son processus d'écriture, Dua Lipa déclare qu'elle arrive généralement en studio avec un concept et commence à développer la chanson avec ses co-auteurs,. Elle cite Kylie Minogue, Pink, Nelly Furtado, Jamiroquai, Kendrick Lamar et Chance the Rapper parmi ses influences musicales,. Son deuxième album studio, Future Nostalgia, s'inspire d'artistes qu'elle écoutait pendant son adolescence, notamment Gwen Stefani, Madonna, Moloko, Blondie et OutKast.

## Récompenses et records
Dua Lipa reçoit plusieurs distinctions au cours de sa carrière, notamment cinq Brit Awards pour treize nominations, un MTV Video Music Award pour quinze nominations, un American Music Award pour six nominations, un iHeartRadio Music Award pour huit nominations et trois Grammy Awards pour huit nominations. Elle a également reçu deux records du Livre Guinness des records ; en 2020 pour le plus grand nombre de billets vendus pour un concert diffusé en direct par une artiste féminine solo, et en 2021 pour le plus grand nombre d'auditeurs mensuels sur Spotify pour une artiste féminine, mais sans dépasser toutefois le pic historique atteint par Ariana Grande l'année précédente,.
Dua Lipa est nommée parmi les 100 personnalités les plus influentes en 2024 par le Time Magazine dans la catégorie artiste.

## Mannequinat et partenariats
Dua Lipa fait ses débuts en tant que mannequin lors du défilé printemps/été 2022 de la marque italienne Versace qui a lieu lors de la Settimana della moda de Milan. La bande-son de ce défilé est notamment composée de plusieurs morceaux de son album Future Nostalgia sorti en 2020.
En 2017, Dua Lipa sort un brillant à lèvres en édition limitée appelé « Cremesheen Glass » en collaboration avec MAC Cosmetics pour sa campagne intitulée « Future Forward »,. En juillet 2020, Dua Lipa devient l'ambassadrice de la marque d'eau minérale Évian. En mars 2021, elle interprète a cappella son morceau Levitating (2020) pour une publicité de la campagne « Drink True » de la marque française.
Depuis 2019, elle est l’égérie de la marque Yves Saint Laurent pour la franchise de parfums « Libre » lancée en septembre 2019 pour laquelle elle enregistre une reprise promotionnelle de la chanson I'm Free (1965) figurant dans les publicités des campagnes de Dua Lipa avec la marque,. Plus tard, elle devient le visage d'une nouvelle version du même parfum appelée « Libre Intense ». Depuis février 2024, elle est promu ambassadrice mondiale du maquillage de la marque française, YSL Beauty,,. Sa nomination en tant qu'ambassadrice mondiale fait suite à un essuyage du compte Instagram d'YSL Beauty.
Le 28 janvier 2025, elle assiste au défilé Chanel printemps/été 2025 à Paris et devient l'égérie du nouveau sac Chanel 25,,.

## Style vestimentaire
Dua Lipa est régulièrement décrite par les médias comme une icône de la mode,. Habillée d'une robe Versace et de diamants Bulgari, elle est considérée comme l'une des célébrités les mieux habillées de la 61e cérémonie des Grammy Awards par divers médias,,. Pour sa robe Alexander Wang au style années 90, elle est classée parmi les célébrités les mieux habillées de la 62e cérémonie des Grammy Awards,,. Avec une robe Versace et des bijoux Bulgari comme en 2019, elle est classée parmi les célébrités les mieux habillées de la 63e cérémonie des Grammy Awards,,.

## Vie personnelle
Son prénom, « Dua », est une suggestion de sa grand-mère et signifie « amour » ou « j'aime » en albanais. Elle est parfois appelée affectueusement par ses fans « Dula Peep », qui provient d'une mauvaise prononciation de l'animatrice de talk-show américaine Wendy Williams en 2018. Elle a depuis adopté ce surnom de manière positive.
Elle se décrit comme une « supportrice honoraire » du club de Liverpool, après que sa chanson One Kiss fut adoptée par les fans du club de football à la suite de sa prestation avant la finale de la Ligue des champions 2018 opposant le Liverpool FC au Real Madrid,,.
Le 8 août 2022, la présidente du Kosovo, Vjosa Osmani, lui décerne le titre d’ambassadrice honorifique du pays. Elle a écrit que c'était « un honneur et un privilège de pouvoir représenter mon pays partout dans le monde » et qu'elle soutient le droit des Albanais du Kosovo « à la libéralisation des visas, à la liberté de voyager et de rêver grand ».
Le 27 novembre 2022, Dua Lipa devient citoyenne albanaise après avoir signé un formulaire de demande de carte d’identité et de passeport,,. Selon le président albanais Bajram Begaj, elle a contribué à rendre célèbre les Albanais dans le monde entier. Le 31 juillet 2025, elle se voit octroyer la nationalité kosovare par la présidente Vjosa Osmani,. Dua Lipa est « l’une des personnalités culturelles et artistiques les plus importantes de l’histoire » du Kosovo déclare la cheffe d'État.

### Vie sentimentale
En 2015, Dua Lipa entame une relation avec le mannequin et chef cuisinier britannique Isaac Carew, de neuf ans son aîné. Ils se séparent une première fois en février 2017. Elle fréquente ensuite le chanteur américain Paul Klein, membre du groupe LANY (en), d'août 2017 à janvier 2018. Quelques semaines après leur rupture, elle se réconcilie avec Isaac Carew, mais le couple se sépare début juin 2019.
À partir de juin 2019, Dua Lipa devient la compagne du mannequin américain Anwar Hadid, le frère cadet des mannequins Gigi et Bella Hadid. Après deux ans et demi de relation médiatisée, le couple se sépare en décembre 2021. En mai 2023, la chanteuse officialise sa relation avec le réalisateur français Romain Gavras lors du Festival de Cannes,. La presse annonce leur séparation le 3 décembre suivant, après huit mois de relation,.
En janvier 2024, Dua Lipa officialise son couple avec l'acteur britannique Callum Turner,. Après plusieurs mois de rumeurs, elle annonce leurs fiançailles en juin 2025.

## Militantisme

### Opinions politiques

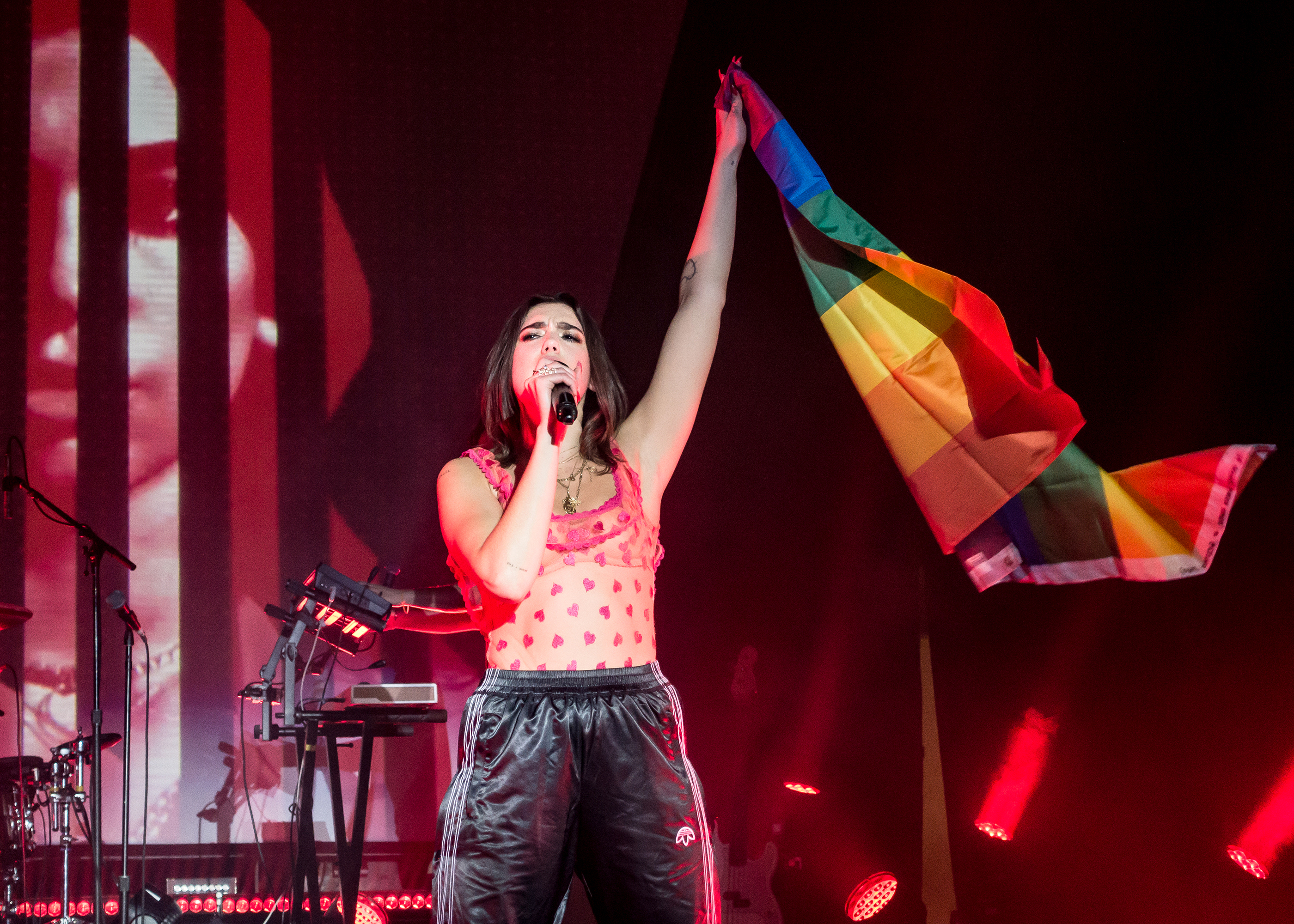
Dua Lipa brandissant un drapeau arc-en-ciel en soutien à la communauté LGBT lors d'un concert au Hollywood Palladium (2018).

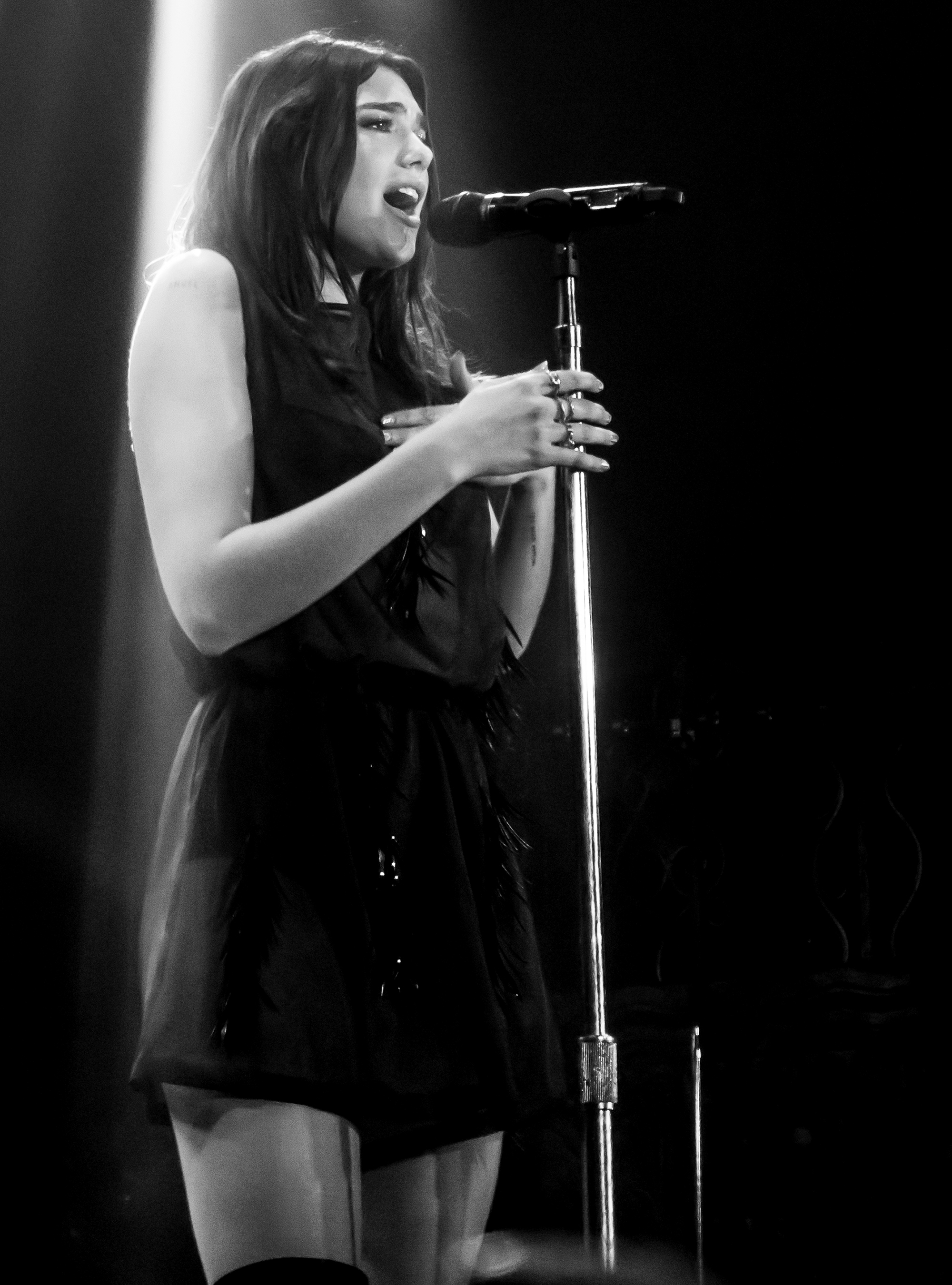
Dua Lipa en concert au Belasco Theater de Los Angeles, en Californie (2017).

Dua Lipa s'identifie comme féministe et s'élève contre le sexisme dans l'industrie musicale, utilisant les médias sociaux pour sensibiliser aux problèmes des femmes,. Elle plaide également en faveur de l'égalité sociale pour la communauté LGBT. Le 12 février 2018, elle brandit notamment un drapeau arc-en-ciel sur scène en interprétant sa chanson Be the One lors d'une représentation au Hollywood Palladium, à Los Angeles, dans le cadre de la tournée The Self-Titled. Sur le tapis rouge des Brit Awards 2018, elle portait une robe rose blanche en soutien au mouvement Time's Up,. Lors de ce même événement, elle déclare dans son discours d'acceptation d'un prix qu'elle est ravie que « des femmes soient présentes sur ces scènes » et qu'un plus grand nombre de « femmes remportent des prix ». Elle explique que sa perception du féminisme n'est pas la misandrie, mais le fait d'exiger les mêmes opportunités. En septembre 2018, certains fans ont été expulsés par la sécurité d'un de ses concerts au National Exhibition and Convention Center de Shanghai pour avoir prétendument brandi des drapeaux arc-en-ciel, alors que l'homosexualité a été dépénalisée en Chine en 1997. En réponse, elle déclare être « fière » et « reconnaissante » envers les personnes qui ont manifesté leur fierté lors de son concert.
En novembre 2018, Dua Lipa s'exprime sur son mécontentement face au retrait du Royaume-Uni de l'Union européenne en raison du Brexit car, selon son expérience personnelle, « aucun réfugié ne quitte son pays sans y être contraint ». En décembre 2019, elle soutient le Parti travailliste dirigé par Jeremy Corbyn lors des élections générales britanniques de 2019, comparant les politiques des travaillistes et des conservateurs sur diverses questions sur les médias sociaux et affirmant qu'il s'agissait de « l'élection la plus importante depuis une génération ». Elle a qualifié la victoire de Boris Johnson de « désastre total » pour le Royaume-Uni.
En août 2020, Dua Lipa exhorte ses followers Instagram à voter contre Donald Trump lors de l'élection présidentielle américaine de 2020. Après avoir soutenu le sénateur américain Bernie Sanders et fait campagne pour lui lors des primaires démocrates de 2020, elle exprime son soutien à Joe Biden pour qu'il devienne président des États-Unis lors d'un événement virtuel destiné aux Américains d'origine albanaise plus tard dans l'année, pendant la saison des élections générales, en faisant valoir que les Kosovars « devaient » leur soutien à Joe Biden parce qu'il était contre le massacre et le nettoyage ethnique des Albanais en ayant soutenu le bombardement de la Yougoslavie par l'OTAN. En janvier 2021, elle publie un appel à ses followers Instagram pour encourager les citoyens du Kosovo à voter aux élections législatives kosovares de 2021.
En mai 2021, après avoir exprimé sa solidarité avec la mort de civils palestiniens due à la crise israélo-palestinienne, Dua Lipa critique le quotidien du New York Times pour avoir publié une publicité la qualifiant d'antisémite, au même titre que Bella et Gigi Hadid, deux mannequins d'origine palestinienne. Le 13 novembre 2022, Dua Lipa rejette les informations selon lesquelles elle devait se produire lors de la cérémonie d'ouverture de la Coupe du monde de football de cette année-là, et nie avoir participé à une quelconque négociation pour se produire, dénonçant les violations des droits de l'homme commises par le Qatar, pays hôte de la compétition.
En octobre 2023, Dua Lipa signe une lettre ouverte pour la campagne Artists4Ceasefire avec 185 autres artistes, exhortant Joe Biden à faire pression pour un cessez-le-feu et la fin des meurtres de civils dans le cadre de l'invasion israélienne de la bande de Gaza, et pour l'établissement d'un corridor dans Gaza pour l'aide humanitaire.
Le 29 mai 2025, dans une lettre adressée au Premier ministre du Royaume-Uni Keir Starmer, plus de 300 artistes dont Dua Lipa appellent à bloquer les ventes d'armes à Israël tout en demandant l'obtention d’un cessez-le-feu à Gaza,,.

### Philanthropie
Dua Lipa et son père, Dukagjin, ont co-créé la Sunny Hill Foundation en 2016 afin de collecter des fonds pour aider les personnes du Kosovo qui rencontrent des difficultés financières. En août 2018, elle organise un festival au profit de la fondation, le Sunny Hill Festival. Le maire de Pristina de l'époque, Shpend Ahmeti, lui remet la clé de Pristina.
En avril 2019, Dua Lipa devient une sympathisante du Fonds des Nations unies pour l'enfance (UNICEF) lors d'une visite de trois jours dans un camp pour enfants et jeunes réfugiés à Beyrouth, au Liban. Le camp comprend alors de nombreuses personnes déracinées par la guerre civile syrienne qui n'avaient pas accès à des soins de santé ou à une éducation « adéquats ». Elle rend également  visite à de jeunes Palestiniens et Syriens dans le camp de réfugiés de Bourj el-Brajné. Elle soutient ensuite une campagne de sa société de gestion visant à collecter 100 000 livres sterling pour sensibiliser le public à des associations caritatives telles que The Black Dog et Campaign Against Living Miserably (CALM).
Le 26 novembre 2019, suite au tremblement de terre en Albanie, Dua Lipa demande à ses fans de faire des dons et de soutenir les victimes,. Pour collecter des fonds, elle coédite une ligne de t-shirts en édition limitée intitulée Pray for Albania, en collaboration avec des créateurs de mode albanais. Tous les bénéfices sont reversés aux familles et aux victimes touchées par l'événement sismique. Le 15 mars 2020, Dua Lipa demande à ses fans de faire des dons au Haut Commissariat des Nations unies pour les réfugiés (HCNUR) pour faire face à la pandémie de Covid-19, car les réfugiés sont pour elle « les plus vulnérables sur cette planète » et « vivent souvent dans des endroits surpeuplés » avec « des services de santé limités »,.
Le même mois, elle participe à une émission spéciale intitulée Home Fest sur The Late Late Show with James Corden From His Garage dans le but de collecter des fonds pour le Centres pour le contrôle et la prévention des maladies (CDC) et Feed the Children où elle interprète sa chanson Don't Start Now depuis un appartement situé à Londres. Le 16 mai 2020, elle interprète en direct son morceau Break My Heart lors de l'émission télévisée spéciale Graduate Together: America Honors the High School Class of 2020 qui s'adresse aux lycéens dont les cérémonies de remise des diplômes et les bals de fin d'année ont été annulés en raison de la pandémie de Covid-19. À la fin de ce même mois, elle participe à un événement numérique appelé Dream with Us dans le but de collecter des fonds, dont l'événement consiste en un concert en streaming au cours duquel une partie des recettes est reversée à des organisations qui aident à lutter contre le coronavirus SARS-CoV-2.

## Discographie

### Albums studio
- 2017 : Dua Lipa
- 2020 : Future Nostalgia
- 2024 : Radical Optimism

### Albums live
- 2024 : Live From the Royal Albert Hall

## Tournées
- 2017-2018 : The Self-Titled Tour
- 2022 : Future Nostalgia Tour
- 2024-2025 : Radical Optimism Tour

## Filmographie
- 2023 : Barbie de Greta Gerwig : Barbie sirène
- 2024 : Argylle de Matthew Vaughn : LaGrange

## Distinctions
| Année | Organisateur(s)                | Prix                                                                             | Résultat   |
| ----- | ------------------------------ | -------------------------------------------------------------------------------- | ---------- |
| 2017  | Eurosonic Noorderslag          | European Border Breakers Awards (EBBA)                                           | Lauréat    |
| 2017  | Eurosonic Noorderslag          | Choix du public                                                                  | Lauréat    |
| 2018  | Brit Awards                    | Artiste féminine de l'année                                                      | Lauréat    |
| 2018  | Brit Awards                    | Découverte de l'année                                                            | Lauréat    |
| 2018  | NRJ Music Awards               | Chanson la plus streamée de l’année                                              | Lauréat    |
| 2018  | NRJ Music Awards               | Artiste féminine internationale                                                  | Nomination |
| 2018  | NRJ Music Awards               | Chanson de l’année                                                               | Nomination |
| 2018  | NRJ Music Awards               | Groupe/Duo international (ft. Calvin Harris)                                     | Nomination |
| 2018  | NRJ Music Awards               | Révélation internationale                                                        | Nomination |
| 2018  | Los 40 Music Awards            | Album international de l'année                                                   | Lauréat    |
| 2018  | Los 40 Music Awards            | Artiste Internationale de l'année                                                | Lauréat    |
| 2018  | Los 40 Music Awards            | Chanson internationale de l'année                                                | Lauréat    |
| 2018  | Los 40 Music Awards            | Clip international de l'année                                                    | Nomination |
| 2018  | American Music Awards          | Artiste nouveau de l'année                                                       | Nomination |
| 2018  | MTV EMA                        | Meilleur Artiste                                                                 | Nomination |
| 2018  | MTV EMA                        | Meilleur Look                                                                    | Nomination |
| 2018  | MTV EMA                        | Meilleur Pop                                                                     | Lauréat    |
| 2019  | Grammy Awards                  | Meilleur Nouvel Artiste                                                          | Lauréat    |
| 2019  | Grammy Awards                  | Meilleur Dance (Electricity ft. Diplo & Mark Ronson)                             | Lauréat    |
| 2019  | Brit Awards                    | Meilleur single de l'année (One Kiss ft. Calvin Harris)                          | Lauréat    |
| 2019  | Brit Awards                    | Meilleur single de l'année (IDGAF)                                               | Nomination |
| 2019  | Brit Awards                    | Meilleure vidéo de l'année (One Kiss ft. Calvin Harris)                          | Nomination |
| 2019  | Brit Awards                    | Meilleure vidéo de l'année (IDGAF)                                               | Nomination |
| 2020  | NRJ Music Awards Paris Edition | Artiste féminine internationale de l'année                                       | Lauréat    |
| 2020  | NRJ Music Awards Paris Edition | Chanson internationale de l'année (Physical)                                     | Nomination |
| 2020  | NRJ Music Awards Paris Edition | Clip de l'année (Physical)                                                       | Nomination |
| 2020  | Los 40 Music Awards            | Artiste internationale de l'année                                                | Lauréat    |
| 2020  | Los 40 Music Awards            | Meilleur album international de l'année                                          | Lauréat    |
| 2020  | Los 40 Music Awards            | Meilleure chanson internationale de l'année (Don't Start Now)                    | Nomination |
| 2020  | Los 40 Music Awards            | Meilleur clip international de l'année (Physical)                                | Nomination |
| 2021  | Grammy Awards                  | Album de l'année                                                                 | Nomination |
| 2021  | Grammy Awards                  | Meilleur album vocal pop                                                         | Lauréat    |
| 2021  | Grammy Awards                  | Chanson de l'année (Don't Start Now)                                             | Nomination |
| 2021  | Grammy Awards                  | Enregistrement de l'année (Don't Start Now)                                      | Nomination |
| 2021  | Grammy Awards                  | Meilleure prestation pop solo (Don't Start Now)                                  | Nomination |
| 2021  | Grammy Awards                  | Meilleure prestation de duo/groupe pop (Un día ft. J. Balvin, Bad Bunny & Tainy) | Nomination |
| 2021  | NRJ Music Awards 2021          | Artiste féminine internationale de l'année                                       | Lauréat    |
| 2023  | NRJ Music Awards 2023          | Artiste féminine internationale de l'année                                       | Lauréat    |
| 2023  | NRJ Music Awards 2023          | Clip international de l'année (Dance the Night)                                  | Nomination |
| 2023  | NRJ Music Awards 2023          | Chanson Internationale de l'année (Dance the Night)                              | Nomination |
| 2024  | MTV VMA                        | Meilleure Artiste Pop                                                            | Nomination |
| 2024  | MTV VMA                        | Meilleure Chorégraphie (Houdini)                                                 | Lauréat    |
| 2024  | MTV VMA                        | Meilleure Cinématographie                                                        | Nomination |
| 2024  | NRJ Music Awards 2024          | Artiste féminine internationale de l'année                                       | Nomination |
| 2024  | NRJ Music Awards 2024          | Hit international de l'année (Training Season)                                   | Nomination |
| 2024  | MTV EMA                        | Meilleure Artiste Pop                                                            | Nomination |